# ردكليو (باكينجهامشير)
ردكليو (بالإنجليزية: Radclive)‏ هي قرية تقع في المملكة المتحدة في إنجلترا. يقدر عدد سكانها بـ 231 نسمة .